# BNP Paribas Primrose 2023
Il BNP Paribas Primrose 2023 è stato un torneo maschile di tennis giocato sulla terra rossa. È stata la 14ª edizione del torneo, facente parte della categoria Challenger 175 nell'ambito dell'ATP Challenger Tour 2023. Si è giocato al Villa Primrose di Bordeaux, in Francia, dal 14 al 20 maggio 2023.

## Partecipanti

### Teste di serie
| Nazionalità | Giocatore               | Ranking* | Testa di serie |
| ----------- | ----------------------- | -------- | -------------- |
| Germania    | Jan-Lennard Struff      | 28       | 1              |
| Regno Unito | Andy Murray             | 42       | 2              |
| Francia     | Richard Gasquet         | 44       | 3              |
| Francia     | Adrian Mannarino        | 45       | 4              |
| Francia     | Ugo Humbert             | 50       | 5              |
| Svezia      | Mikael Ymer             | 52       | 6              |
| Argentina   | Tomás Martín Etcheverry | 61       | 7              |
| Francia     | Corentin Moutet         | 67       | 8              |

* Ranking all'8 maggio 2023.

### Altri partecipanti
I seguenti giocatori hanno ricevuto una wild card per il tabellone principale:
- Mathias Bourgue
- Arthur Cazaux
- Harold Mayot

I seguenti giocatori sono entrati in tabellone come special exempt:
- Hamad Međedović
- Benoît Paire

I seguenti giocatori sono entrati in tabellone come alternate:
- Arthur Fils
- Thanasi Kokkinakis
- Ryan Peniston
- Timofej Skatov
- Dominic Thiem
- Elias Ymer

I seguenti giocatori sono passati dalle qualificazioni:
- Elliot Benchetrit
- Ugo Blanchet
- Gauthier Onclin
- Kyrian Jacquet

Il seguente giocatore è entrato in tabellone come lucky loser:
- Michael Geerts

## Punti e montepremi
| Torneo    | Torneo              | V      | F      | SF    | QF    | 2T    | 1T    | Q | Q2  | Q1  |
| Singolare | Punti               | 175    | 100    | 60    | 32    | 15    | 0     | 6 | 3   | 0   |
| Singolare | Premi in denaro (€) | 27,155 | 16,000 | 9,450 | 5,500 | 3,240 | 1,950 | – | 980 | 490 |
| Doppio    | Punti               | 175    | 100    | 60    | 32    | –     | 0     | – | –   | –   |
| Doppio    | Premi in denaro (€) | 11,680 | 6,775  | 4,065 | 2,410 | –     | 1,355 | – | –   | –   |

## Campioni

### Singolare
Ugo Humbert ha sconfitto in finale  Tomás Martín Etcheverry con il punteggio di 7–6(3), 6–4.

### Doppio
Lloyd Glasspool /  Harri Heliövaara hanno sconfitto in finale  Sadio Doumbia /  Fabien Reboul con il punteggio di 6–4, 6–2.